# Hong Thong
Hong Thong är en thailändsk spritdryck som marknadsförs av ThaiBev och framställs av destilleriet Sura Bangyikhan. Det är en blandad spritsort med bärnstensfärg framställd huvudsakligen från melass och ris.